# Rendez-Vous
Rendez-Vous (tudi Randez-Vous) je bila slovenska pop glasbena skupina, delujoča v osemdesetih letih 20. stoletja. Zasedbo je leta 1983 po prihodu iz tujine, kjer je igral s tujimi zasedbami, ustanovil Miro Čekeliš, pred tem član skupine Hazard.
Božidar Wolfand, ki je kariero začel po klubih v Nemčiji, in njegov prijatelj bobnar Miro Čekeliš sta pristopila k znanemu hrvaškemu aranžerju Matu Došanu, ki ju je predstavil skladatelju Đorđu Novkoviću – ta je bil takoj navdušen in jima ponudil svojo pesem Oh ne, Cherie. Leta 1984 je skupina, ki so jo sestavljali kitarist in pevec Božidar Wolfand-Wolf, bobnar Miro Čekeliš, klaviaturist Goran Šarac in basist  Željko Mevželj nastopila na izboru za jugoslovansko pesem Evrovizije v Skopju, kjer so s pesmijo Oh ne, Cherie zasedli drugo mesto. Kot gostja se jim pridružila Avstralka Lisa Dovel (takrat Elizabeth Reja), ki je v Ljubljani študirala slovenščino.
Največji hiti prvotne zasedbe in njihovega prvega albuma z naslovom Randez-Vous iz leta 1984 so bili: Oh ne, Cherie, Prvi rendez-vous in Goodbye Michelle. Na prvem albumu je bila večina pesmi v srbohrvaškem jeziku, ker je projekt bil namenjen jugoslovanskemu trgu, dve pesmi pa sta bili v angleščini. Istočasno so pripravili tudi kaseto s slovenskimi in srbohrvaškimi izvedbami. Avtorji so bili Vladimir Kočiš-Zec iz Novih fosilov, Andrej Šifrer in Zrinko Tutić, aranžer in producent pa je bil Mate Došen.. V tej zasedbi so izdali tudi tri male gramofonske plošče, eno od teh je v angleščini izdala švicarska založba Gold Records. Imeli so tudi pogodbo z znano založbo Ariola Music, vendar je projekt zaradi slabše angleške dikcije padel v vodo.
Pomladi leta 1985 sta Božidar Wolfand-Wolf in Lisa Dovel zapustila skupino. Prvi pevec v planu je bil Ivan Hudnik, ki pa je že bil član skupine 12. nadstropje, kot vokalist se je za nekaj mesecev priključil Branko Jovanovič - Brendi, s katerim so posneli pesmi Ne laži mi in U stolici za ljuljanje. Kratek čas je v skupini prepevala tudi Helena Blagne. Jeseni istega leta pa se je vzpostavila nova zasedba. Pridružila sta se pevec in kitarist Miran Rudan ter klaviaturist in saksafonist Miki Šarac. Čekeliš je menil, da je Rudan bolj primeren kot vokalist, zato je Brendi skupino zapustil in ustanovil Don Juan. Rendez-Vous so v novi postavi posneli drugi album z naslovom Debela dekl'ca, ki je postala njihova največja uspešnica z nešteto poznejšimi predelavami - pri pesmi sta kot gosta sodelovala Martin Žvelc (harmonika) in Igor Ribič, ki je dal glas besedi »dekl'ca«. Poleg te je zelo velik uspeh doživela tudi pesem Ostani moja, ne odhajaj. Leta 1986 sta skupino zapustila brata Šarac, skupina pa je posnela tretji album Zelena je moja dolina, pri katerem sodeluje tudi Grega Forjanič. Najbolj znane skladbe s tega albuma poleg naslovne Zelena je moja dolina so Vesela Francika, Mrtvo listje in Sve su žene glumice. Leta 1988 je skupina izdala zadnji, četrti album Shopping in Graz s skladbami, kot so naslovna Shopping in Graz, Johnny, Johnny še si živ, Srce si njemu dala, Šestnajst let in Pozabljen sem. Leta 1988 je Miran Rudan zaradi občutka stagnacije in "želje po več" zapustil Rendez-Vous in se pridružil skupini Pop Design, s čimer je zasedba Rendez-Vous razpadla.
Navadno so izdali veliko gramofonsko ploščo v srbohrvaškem, kaseto pa v slovenskem jeziku. Kot edini slovenski glasbeniki so nastopili stadionu Crvene zvezde v Beogradu (1987). So najuspešnejša slovenska pop skupina vseh časov, saj so vse albume prodali v zlati ali platinasti nakladi, 1985 pa so bili najbolj prodajana slovenska skupina leta. Najpomembnejši pisec pesmi skupini je bil Đorđe Novković. 1988 so na Zagrebfestu nastopili s skladbo Zrinka Tutića in Rajka Dujmića, sicer avtorja skladb Novih fosilov.
V postavi Miran Rudan, Željko Mevželj, Miro Čekeliš in Martin Žvelc so ponovno nastopili v decembru 2007 v oddaji Na zdravje na TV Slovenija. Izvedli so skladbi Zelena je moja dolina in Debela dekl'ca. Marca 2019 so se v postavi Miran Rudan, Željko Mevželj, Miro Čekeliš in Grega Forjanič priložnostno združili za prireditev Moč glasbe nas združuje v Lenartu v Slovenskih goricah.

## Zasedba
Originalna zasedba so bili:
- Božidar Wolfand-Wolf (1983–1984) (vokal, kitara)
- Miro Čekeliš (1983–1988) (bobni)
- Željko Mevželj (1983–1988) (bas kitara)
- Goran Šarac (1983–1985) (klaviature, vokal)

V skupini so sodelovali še:
- Miran Rudan (1984–1988) (vokal, kitara)
- Miki Šarac (1985) (klaviature, saksofon )
- Branko Jovanovič - Brendi (1984) (vokal, kitara)
- Grega Forjanič (1986–1988) (klaviature, kitara in spremljevalni vokal)
- Lisa Dovel (1984) (takrat Elizabeth Reja) (gostja)
- Igor Ribič (klaviature, vokalni vložki)
- Martin Žvelc (harmonika) (gost)
- Helena Blagne (spremljevalni vokali) (gostja pri duetu Neka nose hladne kiše)

## Festivali
Jugovizija:
- 1984 – Oh ne, Cherie (3. mesto)

Zagrebfest:
- 1988 – Kondukter

MESAM (Međunarodni sajam muzike):
- 1984 – Zadnja suza na tvom licu

## Diskografija

#### Uspešnice
| Ime                     | Leto |
| ----------------------- | ---- |
| Oh ne, Cherie           | 1984 |
| Goodbye Michelle        | 1984 |
| Ne laži mi              |      |
| Ostani moja, ne odhajaj | 1985 |
| Prvi rendez-vous        | 1984 |
| Debela dekl'ca          | 1985 |
| Zelena je moja dolina   | 1986 |
| Shopping in Graz        | 1988 |

#### Albumi
Velike plošče (12˝):
- 1984 - Rendez-Vous (Goodbye Michelle) (Hrvaška verzija albuma) (ZKP RTVL)
- 1985 - Rendez-Vous (Debela djevojka) (Hrvaška verzija albuma) (ZKP RTVL) (RTV Ljubljana LD1348) (LP)
- 1986 - Zelena je moja dolina (Hrvaška verzija albuma) (ZKP RTVL)
- 1988 - Rendez-Vous (Shopping in Graz) (Hrvaška verzija albuma) (Jugoton)

Kasete:
- 1984 - Rendez-Vous (Goodbye Michelle) (ZKP RTVL)(RTV Ljubljana LD1218)
- 1985 - Rendez-Vous (Debela dekl'c) (ZKP RTVL)
- 1986 - Zelena je moja dolina (ZKP RTVL)
- 1988 - Rendez-Vous (Shopping in Graz) (Jugoton)
- 1988 - Rendez-Vous (Shopping in Graz) (Hrvaška verzija albuma) (Jugoton)

Male plošče (SP, EP) (7˝):
- 1984 - Oh ne, Cherie / Tako osamljen sem (ZKP RTVL)
- 1984 - Jedna suza na tvom licu / Za mene nemaš vremena (ZKP RTVL)
- 1985 - Good-Bye Michelle / Don't Miss Your Rendez-Vous (Gold Records)

Zgoščenke:
- 1990 - Rendez-Vous (ZKP RTVL)
- 1998 - Best of Rendez-Vous (Megaton)
- 2006 - Uspešnice (ZKP RTVS)

Pesmi, ki niso bile izdane na nobenem albumu/singlici (neizdane, festivalske, kompilacijske...):
- 1984 - I Am Lonely Boy (angleška verzija pesmi Tako osamljen sem)
- 1984 - U stolici za ljuljanje